# Olympische Sommerspiele 1972/Kanu
Bei den XX. Olympischen Sommerspielen 1972 in München fanden acht Kanu-Wettkämpfe für Männer und drei für Frauen statt. Austragungsort für die Sportart Kanuslalom war vom 28.–30. August 1972 der Eiskanal in Augsburg, die Kanurennsport-Wettbewerbe wurden vom 5. bis 9. September 1972 auf der Regattastrecke Oberschleißheim ausgetragen.

## Wettbewerbe und Zeitplan

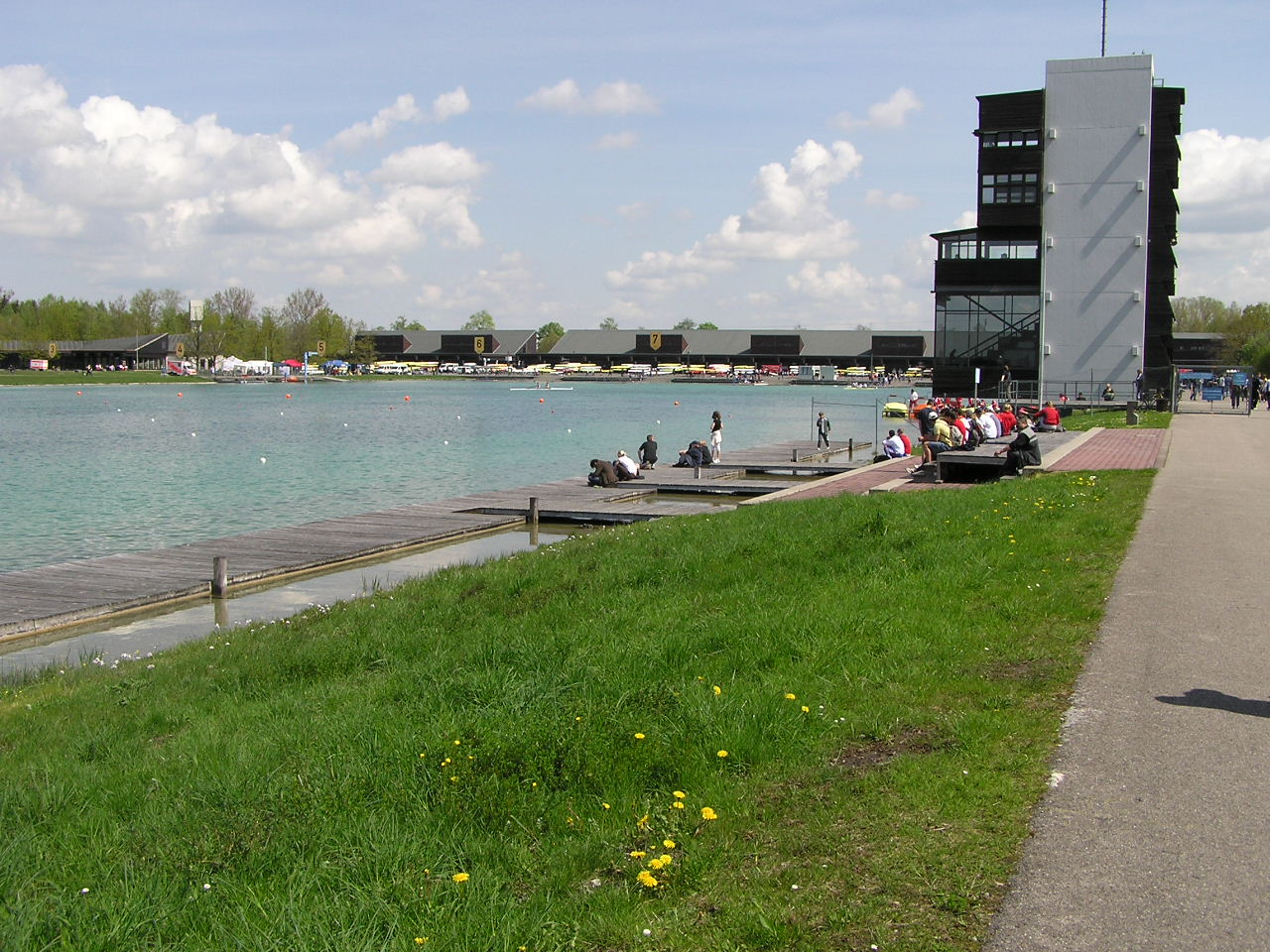
Regattastrecke Oberschleißheim – Austragungsort der Wettbewerbe im Kanurennsport

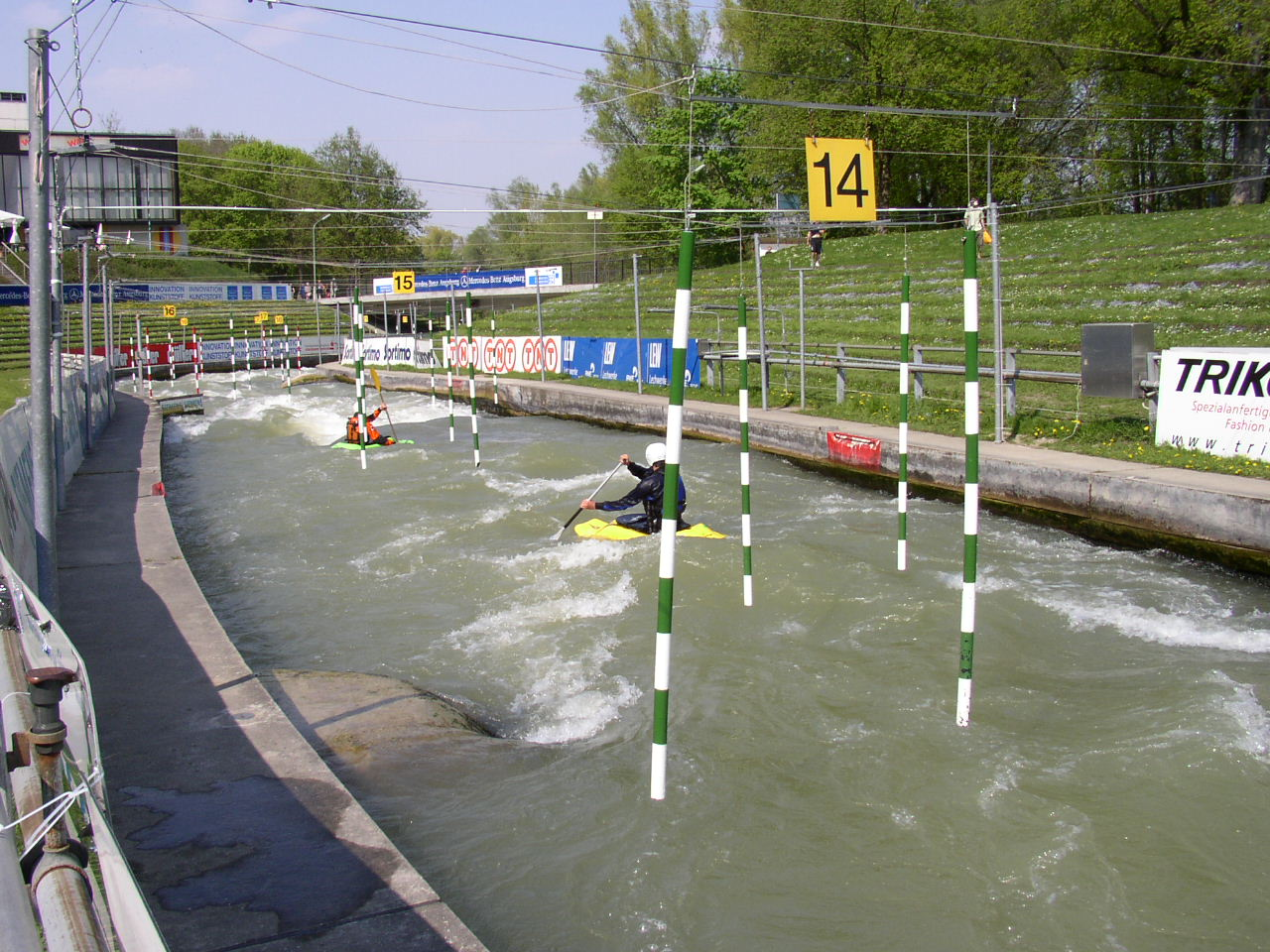
Eiskanal Augsburg – Austragungsort der Wettbewerbe im Kanuslalom

| VL | Vorlauf | HL | Hoffnungslauf | HF | Halbfinale |  | Finale |

| Wettbewerbe und Zeitplan Kanurennsport | Wettbewerbe und Zeitplan Kanurennsport | Wettbewerbe und Zeitplan Kanurennsport | Wettbewerbe und Zeitplan Kanurennsport | Wettbewerbe und Zeitplan Kanurennsport | Wettbewerbe und Zeitplan Kanurennsport | Wettbewerbe und Zeitplan Kanurennsport | Wettbewerbe und Zeitplan Kanurennsport | Wettbewerbe und Zeitplan Kanurennsport | Wettbewerbe und Zeitplan Kanurennsport | Wettbewerbe und Zeitplan Kanurennsport | Wettbewerbe und Zeitplan Kanurennsport | Wettbewerbe und Zeitplan Kanurennsport | Wettbewerbe und Zeitplan Kanurennsport |
| Wettbewerbe                            | August / September                     | August / September                     | August / September                     | August / September                     | August / September                     | August / September                     | August / September                     | August / September                     | August / September                     | August / September                     | August / September                     | August / September                     | August / September                     |
| Männer                                 | 28.                                    | 29.                                    | 30.                                    | 31.                                    | 01.                                    | 02.                                    | 03.                                    | 04.                                    | 05.                                    | 06.                                    | 07.                                    | 08.                                    | 09.                                    |
| -------------------------------------- | -------------------------------------- | -------------------------------------- | -------------------------------------- | -------------------------------------- | -------------------------------------- | -------------------------------------- | -------------------------------------- | -------------------------------------- | -------------------------------------- | -------------------------------------- | -------------------------------------- | -------------------------------------- | -------------------------------------- |
| K-1 1000 m                             |                                        |                                        |                                        |                                        |                                        |                                        |                                        |                                        | VL                                     |                                        | HL                                     | HF                                     |                                        |
| K-2 1000 m                             |                                        |                                        |                                        |                                        |                                        |                                        |                                        |                                        | VL                                     |                                        | HL                                     | HF                                     |                                        |
| K-4 1000 m                             |                                        |                                        |                                        |                                        |                                        |                                        |                                        |                                        | VL                                     |                                        | HL                                     | HF                                     |                                        |
| C-1 1000 m                             |                                        |                                        |                                        |                                        |                                        |                                        |                                        |                                        | VL                                     |                                        |                                        | HF                                     |                                        |
| C-2 1000 m                             |                                        |                                        |                                        |                                        |                                        |                                        |                                        |                                        | VL                                     |                                        | HL                                     | HF                                     |                                        |
| Frauen                                 | 28.                                    | 29.                                    | 30.                                    | 31.                                    | 01.                                    | 02.                                    | 03.                                    | 04.                                    | 05.                                    | 06.                                    | 07.                                    | 08.                                    | 09.                                    |
| K-1 500 m                              |                                        |                                        |                                        |                                        |                                        |                                        |                                        |                                        | VL                                     |                                        | HL                                     | HF                                     |                                        |
| K-2 500 m                              |                                        |                                        |                                        |                                        |                                        |                                        |                                        |                                        | VL                                     |                                        |                                        | HF                                     |                                        |
| Wettbewerbe und Zeitplan Kanuslalom    |                                        |                                        |                                        |                                        |                                        |                                        |                                        |                                        |                                        |                                        |                                        |                                        |                                        |
| Wettbewerbe                            | August / September                     | August / September                     | August / September                     | August / September                     | August / September                     | August / September                     | August / September                     | August / September                     | August / September                     | August / September                     | August / September                     | August / September                     | August / September                     |
| Männer                                 | 28.                                    | 29.                                    | 30.                                    | 31.                                    | 01.                                    | 02.                                    | 03.                                    | 04.                                    | 05.                                    | 06.                                    | 07.                                    | 08.                                    | 09.                                    |
| K-1                                    |                                        |                                        |                                        |                                        |                                        |                                        |                                        |                                        |                                        |                                        |                                        |                                        |                                        |
| C-1                                    |                                        |                                        |                                        |                                        |                                        |                                        |                                        |                                        |                                        |                                        |                                        |                                        |                                        |
| C-2                                    |                                        |                                        |                                        |                                        |                                        |                                        |                                        |                                        |                                        |                                        |                                        |                                        |                                        |
| Frauen                                 | 28.                                    | 29.                                    | 30.                                    | 31.                                    | 01.                                    | 02.                                    | 03.                                    | 04.                                    | 05.                                    | 06.                                    | 07.                                    | 08.                                    | 09.                                    |
| K-1                                    |                                        |                                        |                                        |                                        |                                        |                                        |                                        |                                        |                                        |                                        |                                        |                                        |                                        |

## Bilanz

### Medaillenspiegel
| Platz  | Land               | Gold | Silber | Bronze | Gesamt |
| ------ | ------------------ | ---- | ------ | ------ | ------ |
| 1      | Sowjetunion        | 6    | –      | –      | 6      |
| 2      | DDR                | 4    | 1      | 1      | 6      |
| 3      | Rumänien           | 1    | 2      | 1      | 4      |
| 4      | BR Deutschland     | –    | 3      | 2      | 5      |
| 5      | Ungarn             | –    | 2      | 2      | 4      |
| 6      | Niederlande        | –    | 1      | –      | 1      |
| 6      | Österreich         | –    | 1      | –      | 1      |
| 6      | Schweden           | –    | 1      | –      | 1      |
| 9      | Bulgarien          | –    | –      | 1      | 1      |
| 9      | Frankreich         | –    | –      | 1      | 1      |
| 9      | Norwegen           | –    | –      | 1      | 1      |
| 9      | Polen              | –    | –      | 1      | 1      |
| 9      | Vereinigte Staaten | –    | –      | 1      | 1      |
| Gesamt | Gesamt             | 11   | 11     | 11     | 33     |

### Medaillengewinner
Männer
| Disziplin     | Gold                                                                     | Silber                                                        | Bronze                                                      |
| ------------- | ------------------------------------------------------------------------ | ------------------------------------------------------------- | ----------------------------------------------------------- |
| Kanurennsport |                                                                          |                                                               |                                                             |
| K-1 1000 m    | Oleksandr Schaparenko (URS)                                              | Rolf Peterson (SWE)                                           | Géza Csapó (HUN)                                            |
| K-2 1000 m    | SowjetunionMikalaj Harbatschou Wiktor Kratassiuki                        | UngarnJózsef Deme János Rátkai                                | PolenWładysław Szuszkiewicz Rafał Piszcz                    |
| K-4 1000 m    | SowjetunionJurij Filatow Jurij Stezenko Wolodymyr Morosow Waleri Didenko | Aurel Vernescu Mihai Zafiu Roman Vartolomeu Atanasie Sciotnic | NorwegenEgil Søby Steinar Amundsen Tore Berger Jan Johansen |
| C-1 1000 m    | Ivan Patzaichin (ROM)                                                    | Tamás Wichmann (HUN)                                          | Detlef Lewe (FRG)                                           |
| C-2 1000 m    | SowjetunionVladislovas Česiūnas Juri Lobanow                             | RumänienIvan Patzaichin Serghei Covaliov                      | BulgarienFedja Damjanow Iwan Burtschin                      |
| Kanuslalom    |                                                                          |                                                               |                                                             |
| K-1           | Siegbert Horn (GDR)                                                      | Norbert Sattler (AUT)                                         | Harald Gimpel (GDR)                                         |
| C-1           | Reinhard Eiben (GDR)                                                     | Reinhold Kauder (FRG)                                         | James McEwan (USA)                                          |
| C-2           | DDRWalter Hofmann Rolf-Dieter Amend                                      | BR DeutschlandHans-Otto Schumacher Wilhelm Baues              | FrankreichJean-Louis Olry Jean-Claude Olry                  |

Frauen
| Disziplin     | Gold                                              | Silber                           | Bronze                                   |
| ------------- | ------------------------------------------------- | -------------------------------- | ---------------------------------------- |
| Kanurennsport |                                                   |                                  |                                          |
| K-1 500 m     | Julija Rjabtschinskaja (URS)                      | Mieke Jaapies (NED)              | Anna Pfeffer (HUN)                       |
| K-2 500 m     | SowjetunionLjudmila Pinajewa Jekaterina Kuryschko | DDRIlse Kaschube Petra Grabowsky | RumänienMaria Nichiforov Viorica Dumitru |
| Kanuslalom    |                                                   |                                  |                                          |
| K-1           | Angelika Bahmann (GDR)                            | Gisela Grothaus (FRG)            | Magdalena Wunderlich (FRG)               |

## Kanurennsport Männer

### Einer-Kajak 1000 m
| Platz | Athlet                | Land | Zeit (min) |
| ----- | --------------------- | ---- | ---------- |
| 1     | Oleksandr Schaparenko | URS  | 3:48,06    |
| 2     | Rolf Peterson         | SWE  | 3:48,35    |
| 3     | Géza Csapó            | HUN  | 3:49,38    |
| 4     | Jean-Pierre Burny     | BEL  | 3:50,29    |
| 5     | Ladislav Souček       | TCH  | 3:51,05    |
| 6     | Joachim Mattern       | GDR  | 3:51,94    |
| 7     | Erik Hansen           | DEN  | 3:52,15    |
| 8     | Grzegorz Śledziewski  | POL  | 3:53,22    |
| 9     | llkka Nummisto        | FIN  | 3:54,10    |

Teilnehmer: 24 Kanuten
 Finale am 9. September

### Zweier-Kajak 1000 m
| Platz | Land | Athleten                               | Zeit (min) |
| ----- | ---- | -------------------------------------- | ---------- |
| 1     | URS  | Mikalaj Harbatschou Wiktor Kratassiuki | 3:31,23    |
| 2     | HUN  | József Deme János Rátkai               | 3:32,00    |
| 3     | POL  | Władysław Szuszkiewicz Rafał Piszcz    | 3:33,83    |
| 4     | GDR  | Rainer Kurth Alexander Slatnow         | 3:34,16    |
| 5     | ROU  | Costel Coșniță Vasile Simioncenco      | 3:35,66    |
| 6     | FRA  | Jean-Pierre Cordebois Didier Niquet    | 3:36,51    |
| 7     | AUT  | Günther Pfaff Helmut Hediger           | 3:36,61    |
| 8     | FRG  | Jürgen Riemenschneider Horst Mattern   | 3:38,67    |
| 9     | BUL  | Wassil Tschilingirow Alexandar Donkow  | 3:45,40    |

Teilnehmer: 25 Mannschaften
 Finale am 9. September

### Vierer-Kajak 1000 m
| Platz | Land | Athleten                                                      | Zeit (min) |
| ----- | ---- | ------------------------------------------------------------- | ---------- |
| 1     | URS  | Jurij Filatow Jurij Stezenko Wolodymyr Morosow Waleri Didenko | 3:14,02    |
| 2     | ROU  | Aurel Vernescu Mihai Zafiu Roman Vartolomeu Atanasie Sciotnic | 3:15,07    |
| 3     | NOR  | Egil Søby Steinar Amundsen Tore Berger Jan Johansen           | 3:15,27    |
| 4     | ITA  | Alberto Ughi Pierangelo Congiu Mario Pedretti Oreste Perri    | 3:15,60    |
| 5     | FRG  | Rudolf Blass Eberhard Fischer Rainer Hennes Hans-Erich Pasch  | 3:16,63    |
| 6     | HUN  | István Szabó Péter Várhelyi Zoltán Bakó Csongor Vargha        | 3:16,88    |
| 7     | FIN  | Kari Markkanen Heikki Mäkelä llkka Nummisto Jorma Lehtosalo   | 3:16,92    |
| 8     | SWE  | Lars Andersson Gunnar Utterberg Per Larsson Hans Nilsson      | 3:17,39    |
| 9     | TCH  | Ladislav Souček Zdeněk Bohutínský Ľubomír Kadnár Pavel Kvasil | 3:20,22    |

Teilnehmer: 20 Mannschaften
 Finale am 9. September

### Einer-Canadier 1000 m
| Platz | Land | Athlet             | Zeit (min) |
| ----- | ---- | ------------------ | ---------- |
| 1     | ROU  | Ivan Patzaichin    | 4:09,94    |
| 2     | HUN  | Tamás Wichmann     | 4:12,42    |
| 3     | FRG  | Detlef Lewe        | 4:13,63    |
| 4     | GDR  | Dirk Weise         | 4:14,38    |
| 5     | URS  | Wassyl Jurtschenko | 4:14,43    |
| 6     | BUL  | Boris Ljubenow     | 4:14,65    |
| 7     | TCH  | Jiří Čtvrtečka     | 4:14,98    |
| 8     | MEX  | Roberto Altamirano | 4:20,39    |
| 9     | POL  | Jerzy Opara        | 4:21,05    |

Teilnehmer: 13 Kanuten
 Finale am 9. September

### Zweier-Canadier 1000 m
| Platz | Land | Athleten                          | Zeit (min) |
| ----- | ---- | --------------------------------- | ---------- |
| 1     | URS  | Vladislovas Česiūnas Juri Lobanow | 3:52,60    |
| 2     | ROU  | Ivan Patzaichin Serghei Covaliov  | 3:52,63    |
| 3     | BUL  | Fedja Damjanow Iwan Burtschin     | 3:58,10    |
| 4     | FRG  | Peter Hoffmann Hermann Glaser     | 3:59,24    |
| 5     | HUN  | Miklós Darvas Péter Povázsay      | 4:00,42    |
| 6     | USA  | Roland Mühlen Andréas Wéigand     | 4:01,28    |
| 7     | GDR  | Dirk Weise Dieter Lichtenberg     | 4:01,50    |
| 8     | SWE  | Bernt Lindelöf Eric Zeidlitz      | 4:01,60    |
| 9     | TCH  | Petr Mokry Karel Scheder          | 4:02,05    |

Teilnehmer: 16 Mannschaften
 Finale am 9. September

## Kanurennsport Frauen

### Einer-Kajak 500 m
| Platz | Land | Athletin               | Zeit (min) |
| ----- | ---- | ---------------------- | ---------- |
| 1     | URS  | Julija Rjabtschinskaja | 2:03,17    |
| 2     | NED  | Mieke Jaapies          | 2:04,03    |
| 3     | HUN  | Anna Pfeffer           | 2:05,50    |
| 4     | FRG  | Irene Pepinghege       | 2:06,55    |
| 5     | GDR  | Bettina Müller         | 2:06,85    |
| 6     | ROU  | Maria Nichiforov       | 2:07,13    |
| 7     | DEN  | Kate Olsen             | 2:07,16    |
| 8     | SWE  | Ingmårie Svensson      | 2:07,61    |
| 9     | USA  | Marcia Smoke           | 2:07,98    |

Teilnehmer: 15 Kanutinnen
 Finale am 9. September

### Zweier-Kajak 500 m
| Platz | Land | Athletinnen                              | Zeit (min) |
| ----- | ---- | ---------------------------------------- | ---------- |
| 1     | URS  | Ljudmila Pinajewa Jekaterina Kuryschko   | 1:53,50    |
| 2     | GDR  | Ilse Kaschube Petra Grabowski            | 1:54,30    |
| 3     | ROU  | Maria Nichiforov Viorica Dumitru         | 1:55,01    |
| 4     | HUN  | Anna Pfeffer Katalin Hollósy             | 1:55,12    |
| 5     | FRG  | Roswitha Esser Renate Breuer             | 1:55,64    |
| 6     | POL  | Izabela Antonowicz Ewa Grajkowska        | 1:57,45    |
| 7     | NED  | Mieke Jaapies Maria van der Holst        | 1:58,11    |
| 8     | BUL  | Natascha Petrowa Petrana Kolewa          | 1:59,40    |
| 9     | TCH  | Anastázie Fridrichová Oldriska Kaplanová | 1:59,84    |

Teilnehmer: 12 Mannschaften
 Finale am 9. September

## Kanuslalom Männer

### Einer-Kajak
| Platz | Land | Athlet          | Zeit (s) |
| ----- | ---- | --------------- | -------- |
| 1     | GDR  | Siegbert Horn   | 268,56   |
| 2     | AUT  | Norbert Sattler | 270,76   |
| 3     | GDR  | Harald Gimpel   | 277,95   |
| 4     | FRG  | Ulrich Peters   | 282,82   |
| 5     | FRG  | Alfred Baum     | 288,01   |
| 6     | TCH  | Marián Havlíček | 289,56   |
| 7     | USA  | Eric Evans      | 296,34   |
| 8     | GDR  | Jürgen Bremer   | 303,15   |

Teilnehmer: 37 Kanuten aus 14 Ländern
 Finale am 28. August

### Einer-Canadier
| Platz | Land | Athlet          | Zeit (s) |
| ----- | ---- | --------------- | -------- |
| 1     | GDR  | Reinhard Eiben  | 315,84   |
| 2     | FRG  | Reinhold Kauder | 327,89   |
| 3     | USA  | James McEwan    | 335,95   |
| 4     | GDR  | Jochen Förster  | 354,42   |
| 5     | FRG  | Wolfgang Peters | 356,25   |
| 6     | GDR  | Jürgen Köhler   | 372,88   |
| 7     | TCH  | Karel Třešňák   | 385,07   |
| 8     | TCH  | Petr Sodomka    | 391,11   |

Teilnehmer: 22 Kanuten aus 9 Ländern
 Finale am 28. August

### Zweier-Canadier
| Platz | Land | Athleten                           | Zeit (s) |
| ----- | ---- | ---------------------------------- | -------- |
| 1     | GDR  | Walter Hofmann Rolf-Dieter Amend   | 310,68   |
| 2     | FRG  | Hans-Otto Schumacher Wilhelm Baues | 311,90   |
| 3     | FRA  | Jean-Louis Olry Jean-Claude Olry   | 315,10   |
| 4     | GDR  | Jürgen Kretschmer Klaus Trummer    | 329,57   |
| 5     | POL  | Jan Frączek Ryszard Seruga         | 366,21   |
| 6     | YUG  | Janez Andrejašič Peter Guzelj      | 368,01   |
| 7     | FRG  | Michael Reimann Olaf Fricke        | 371,86   |
| 8     | AUT  | Heimo Müllneritsch Helmar Steindl  | 375,14   |

Teilnehmer: 20 Mannschaften aus neun Ländern
 Finale am 30. August

## Kanuslalom Frauen

### Einer-Kajak
| Platz | Land | Athletin             | Zeit (s) |
| ----- | ---- | -------------------- | -------- |
| 1     | GDR  | Angelika Bahmann     | 364,50   |
| 2     | FRG  | Gisela Grothaus      | 398,15   |
| 3     | FRG  | Magdalena Wunderlich | 400,50   |
| 4     | POL  | Maria Ćwiertniewicz  | 432,30   |
| 5     | POL  | Kunegunda Godawska   | 441,05   |
| 6     | GBR  | Victoria Brown       | 443,71   |
| 7     | FRG  | Ulrike Deppe         | 456,44   |
| 8     | TCH  | Bohumila Kapplová    | 460,16   |

Teilnehmer: 22 Kanutinnen aus zehn Ländern
 Finale am 30. August